# چاه شهید شهپر
چاه شهید شهپر روستایی در دهستان مومن‌آباد بخش مرکزی شهرستان سربیشه استان خراسان جنوبی ایران است.

## جمعیت
بر پایه سرشماری عمومی نفوس و مسکن در سال ۱۳۹۵ جمعیت این روستا ۱۹ نفر (۶خانوار) بوده‌است.